# Valle de Santa Clara

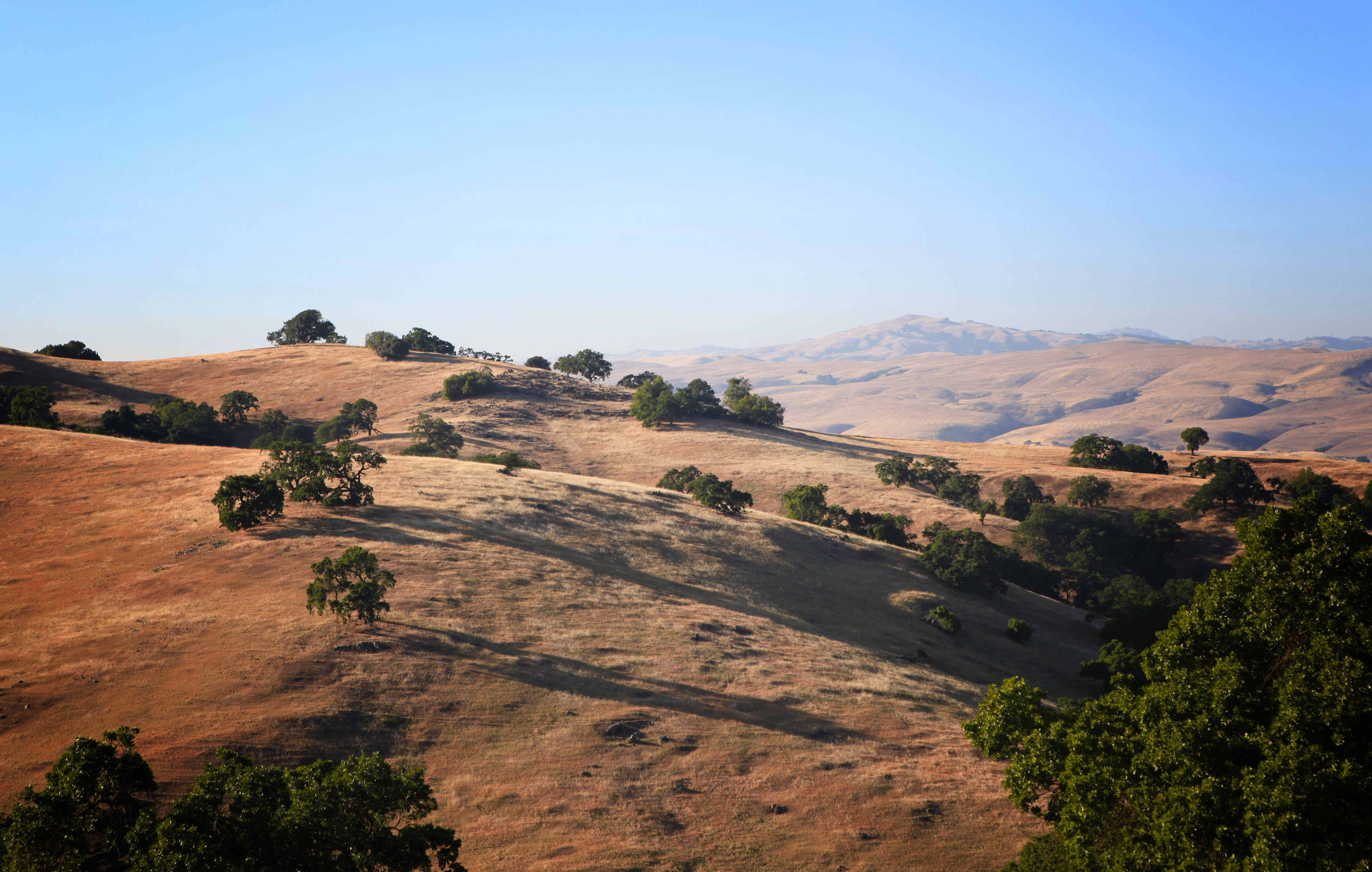
Hermoso paisaje californiano de colinas de pastos secos y robles dispersos. Esta era la vista desde la boda de Duke y Melissa Lee en Morgan Hill.

El valle de Santa Clara se encuentra al sur de la bahía de San Francisco en California (Estados Unidos). Este valle forma gran parte del Condado de Santa Clara. Originariamente, se le llamaba el «valle del deleite de los corazones» Valley of Heart's Delight por los miles de frutales que florecen en él en primavera. Antiguamente, fue eminentemente agrícola a causa de sus tierras fértiles. Sin embargo, en la actualidad está casi totalmente urbanizado.
Silicon Valley o valle del Silicio son prácticamente sinónimos de valle de Santa Clara, si bien es más una forma de hablar que un hecho, ya que diferentes zonas de la península de San Francisco forman también parte de Silicon Valley.
El extremo septentrional del valle se localiza en la punta meridional de la bahía de San Francisco y el extremo meridional linda con Gilroy y Morgan Hill. Limita con las montañas de Santa cruz al suroeste y con la cordillera del Diablo al noreste. 
Tiene aproximadamente 48 kilómetros de largo por 24 de ancho. 
La ciudad más grande del valle es San José.
Ciudades del valle de Santa Clara (por orden alfabético):
- Campbell
- Cupertino
- Gilroy
- Los Gatos
- Milpitas
- Morgan Hill
- Mountain View
- Palo Alto
- San José
- Santa Clara
- Sunnyvale

Debido a la gran cantidad de industrias tecnológicas que se han extendido fuera del valle, a menudo se incluye a Freemont en las discusiones sobre Silicon Valley o, se le llama: «la entrada a Silicon Valley» (título también reclamado por San José)
- Datos: Q1739060